# Steve Dorff
Steve Dorff (New York, 21 aprile 1949 ...) è un compositore statunitense.
Ha composto musiche per film e serie televisive, tra cui: Honkytonk Man, Pink Cadillac e Genitori in blue jeans.

## Filmografia parziale

### Cinema
- Honkytonk Man, regia di Clint Eastwood (1982)
- Addio vecchio West (Rustlers' Rhapsody), regia di Hugh Wilson (1985)
- La brillante carriera di un giovane vampiro (My Best Friend Is a Vampire), regia di Jimmy Huston (1987)
- Pink Cadillac, regia di Buddy Van Horn (1989)
- Sbucato dal passato (Blast from the Past), regia di Hugh Wilson (1998)
- Dudley Do-Right, regia di Hugh Wilson (1999)
- Pure Country: Il dono (Pure Country 2: The Gift), regia di Christopher Cain (2010)

### Televisione
- Gavilan - serie TV, 7 episodi (1982-1983)
- Storie incredibili (Amazing Stories) - serie TV, 1 episodio (1985)
- Spenser (Spenser: For Hire) - serie TV, 59 episodi (1985-1988)
- Alfred Hitchcock presenta (Alfred Hitchcock Presents) - serie TV, 2 episodi (1985-1986)
- Genitori in blue jeans (Growing Pains) - serie TV, 167 episodi (1985-1992)
- Mia sorella Sam (My Sister Sam) - serie TV, 7 episodi (1986-1988)
- Poliziotti in città (The Oldest Rookie) - serie TV, 5 episodi (1987)
- Dieci sono pochi (Just the Ten of Us) - serie TV, 47 episodi (1988-1990)
- Murphy Brown - serie TV, 91 episodi (1988-2018)
- Detective Stryker (B.L. Stryker) - serie TV, 6 episodi (1989-1990)
- Alien Nation - serie TV, 10 episodi (1989-1990)
- Mio zio Buck (Uncle Buck) - serie TV, 5 episodi (1990)
- Agli ordini papà (Major Dad) - serie TV, 70 episodi (1990-1993)
- Colombo (Columbo) - serie TV, 2 episodi (1991)
- La signora in giallo (Murder, She Wrote) - serie TV, 25 episodi (1992-1996)
- The Mommies - serie TV, 12 episodi (1995)
- Reba - serie TV, 22 episodi (2001-2002)
- Tremors - La serie (Tremors) - serie TV, 8 episodi (2003)
- Elvis - miniserie TV (2005)

## Premi
- BMI Film & TV Award - vinto per Murphy Brown.[3]
- Songwriters Hall of Fame.[4]